# 음력 5월 18일
음력 5월 18일은 음력 5월의 18번째 날이다.

## 탄생
- 1964년 - 대한민국의 배우 박준규.
- 1965년 - 대한민국의 배우 박현.

## 같이 보기
- 음력 360일: 1월 2월 3월 4월 5월 6월 7월 8월 9월 10월 11월 12월
- 전날:5월 17일 다음날:5월 19일 - 전달:4월 18일 다음달:6월 18일
- 양력:5월 18일
- 음력, 윤달